# IPad mini 4
O iPad mini 4 é a quarta geração da série de tablets iPad mini, desenvolvido e comercializado pela Apple Inc. Foi anunciado junto ao iPad Pro em 9 de setembro de 2015 e lançado no mesmo dia. O iPad mini 4, que substituiu o iPad mini 3, é também o carro-chefe da linha de dispositivos dos modelos atualmente vendidos pela Apple juntamente com o iPad mini 2.

## Design
O iPad mini 4 foi o primeiro da série a possuir uma reformulação de design; um pouco mais alto e mais largo, porém mantendo tamanho da tela dos seus antecessores. É também mais fino, assemelhando a profundidade do iPad Air 2 com 6,1 milímetros. O dispositivo é também mais leve do que a geração anterior em 33,2 gramas.
Assim com o iPad mini 3, a quarta geração também está disponível nas cores prateado, dourado e cinza espacial.

## Hardware
Enquanto apesar do iPad mini 3 ser lançado juntamente com o iPad Air 2 porém com hardware da geração passada, o iPad mini 4 apresenta um upgrade de hardware mais próximo das especificações do IPad Air 2.
Mini 4 é equipado de um A8 dual core no lugar do triple-core A8X. Mesmo assim, a Apple alega que este processador é "1,3 x mais rápido" em tarefas da CPU e "1,6 x mais rápido" em gráficos em relação a sua versão anterior, A7, encontrado nas gerações anteriores do tablet. Assim como Air 2, também possui 2 GB de memória RAM, permitindo que o dispositivo para suporte a multitarefa avançada de recursos disponíveis no iOS 9. 

## Repercussão
As análises para com o dispositivo foram positivas, com o The Verge dando ao iPad mini 4 sua nota de 9/10, com destaque a tela, ao desempenho, câmera, funções multitarefa, porém com alguns pontos negativos em relação aos auto-falantes. 
CNET também enalteceu sua tela "mais viva" e o design mais fino, bem como as novas funcionalidades do iOS 9 que o dispositivo pode utilizar. No entanto, eles também criticaram por ser mais caro em relação aos outros tablets da mesma categoria com 8 polegadas, além dos recursos multitarefas não estarem totalmente adaptados ao tamanho do dispositivo. Também houve críticas ao processador A8, pois além de já haver um ano de existência, pode ser considerado “um passo atrás" do A8X do iPad Air 2 e os processadores A9 do iPhone 6s. Isso contrasta com o lançamento do iPad mini 2, que contou com o mesmo processador A7 utilizado no iPad Air e do iPhone 5s, todos lançados em 2013. 